# Solo grandi successi
Solo grandi successi è la quarta raccolta del gruppo vocale italiano dei Neri per Caso, decimo  album pubblicato dal gruppo salernitano con l'etichetta discografica EMI Music Italy nel 2007.

## Tracce
1. Amore psicologico
2. Io ci sarò
3. Centro di gravità permanente
4. Fortuna
5. Tu sei per me
6. Quello che vuoi
7. Canta appress'a nuje
8. Jamming
9. Sarà (Heaven Must Be Missing an Angel)
10. Un angelo blu (I Can't Let Maggie Go)
11. Here There and Everywhere
12. Sogno

## Formazione
- Ciro Caravano
- Gonzalo Caravano
- Diego Caravano
- Mimì Caravano
- Mario Crescenzo
- Massimo de Divitiis